# Fitting-Untergruppe
Die Fitting-Untergruppe, benannt nach Hans Fitting, ist eine im mathematischen Teilgebiet der Gruppentheorie betrachtete Konstruktion einer gewissen Untergruppe, in vielen Fällen handelt es sich um die größte nilpotente Untergruppe.

## Definition
Es sei {\displaystyle G} eine Gruppe. Die von allen nilpotenten Normalteilern erzeugte Untergruppe heißt die Fitting-Untergruppe und wird mit {\displaystyle \mathrm {Fit} (G)} oder {\displaystyle \mathrm {F} (G)} bezeichnet.
Vorsicht: Die Bezeichnung {\displaystyle \mathrm {F} (G)} könnte mit der Frattinigruppe verwechselt werden, letztere wird von vielen Autoren aber mit {\displaystyle \Phi (G)} bezeichnet.

## Bemerkungen
Die Fitting-Untergruppe ist stets ein Normalteiler, sogar eine charakteristische Untergruppe. Im Allgemeinen ist sie aber selbst nicht nilpotent (siehe Beispiele unten), doch es gilt der folgende
- Satz von Fitting: Sind {\displaystyle M} und {\displaystyle N} nilpotente Normalteiler einer Gruppe, so ist auch ihr Komplexprodukt {\displaystyle MN} ein nilpotenter Normalteiler.[1]

Ist also {\displaystyle \mathrm {Fit} (G)} endlich erzeugt, so ergibt sich aus dem Satz von Fitting sofort, dass {\displaystyle \mathrm {Fit} (G)} nilpotent ist, denn dann ist diese Untergruppe ja ein endliches Komplexprodukt nilpotenter Normalteiler. Das gilt also insbesondere für Gruppen mit Maximalbedingung, das heißt für Gruppen, in denen jede nicht-leere Familie von Untergruppen ein maximales Element besitzt, denn in solchen ist jede Untergruppe endlich erzeugt. Insbesondere ist die Fitting-Untergruppe einer endlichen Gruppe stets der größte darin enthaltene nilpotente Normalteiler.
Die Fitting-Untergruppe kann trivial sein. Für endliche Gruppen ist das genau für die halbeinfachen Gruppen der Fall.

## Beispiele
- Für nilpotente Gruppen {\displaystyle G} ist definitionsgemäß {\displaystyle \mathrm {Fit} (G)=G}
- Ist {\displaystyle G} einfach und nichtabelsch, so ist {\displaystyle \mathrm {Fit} (G)=\{1\}}, denn die Gruppe ist nicht nilpotent und es gibt keine echten Normalteiler.
- Für die symmetrische Gruppe S3 ist {\displaystyle \mathrm {Fit} (S_{3})=\{(1),(123),(132)\}}.
- Für auflösbare Gruppen {\displaystyle G} ist {\displaystyle \mathrm {Fit} (G)\not =\{1\}}, denn die kleinste nicht-triviale abgeleitete Gruppe ist ein abelscher und damit nilpotenter Normalteiler und als solcher in der Fitting-Untergruppe enthalten.
- Sei {\displaystyle H_{n}} eine Folge von nilpotenten Gruppen der Nilpotenzklasse n. Dann ist die direkte Summe {\displaystyle \textstyle G:=\bigoplus _{n\in \mathbb {N} }H_{n}} nicht nilpotent, aber es gilt {\displaystyle \mathrm {Fit} (G)=G}, insbesondere haben wir hiermit ein Beispiel einer nicht-nilpotenten Fitting-Untergruppe.[3]

## Endliche Gruppen
- In endlichen Gruppen ist die Fitting-Untergruppe der Durchschnitt der Zentralisatoren der Hauptfaktoren.[4][5]

Zu den hier verwendeten Begriffen sei 
{\displaystyle \{1\}=G_{0}\vartriangleleft G_{1}\vartriangleleft \ldots \vartriangleleft G_{n}=G}
eine Hauptreihe, das heißt eine Normalreihe, die sich nicht weiter verfeinern lässt. Die Faktorgruppen {\displaystyle G_{i+1}/G_{i}} heißen Hauptfaktoren und deren Zentralisatoren sind
{\displaystyle C_{G}(G_{i+1}/G_{i}):=\{x\in G|\,\forall y\in G_{i+1}:[x,y]\in G_{i}\}}.
Obige Aussage bedeutet
{\displaystyle \mathrm {Fit} (G)=\bigcap _{i=0}^{n-1}C_{G}(G_{i+1}/G_{i})}.
Für eine Primzahl {\displaystyle p} sei {\displaystyle K_{p}} der Durchschnitt aller p-Sylowgruppen. Bezeichnet weiter {\displaystyle \mathbb {P} } die Menge aller Primzahlen, so gilt
- Für eine endliche Gruppe {\displaystyle G} ist {\displaystyle \mathrm {Fit} (G)=\bigoplus _{p\in \mathbb {P} ,p|\mathrm {ord} (G)}K_{p}},

wobei {\displaystyle p|\mathrm {ord} (G)} bedeutet, dass p die Gruppenordnung teilt.
Für endliche Gruppen besteht folgende Beziehung zur Frattinigruppe {\displaystyle \Phi (G)}:
- {\displaystyle [\mathrm {Fit} (G),\mathrm {Fit} (G)]\leq \Phi (G)\leq \mathrm {Fit} (G)}
- {\displaystyle \mathrm {Fit} (G)/\Phi (G)=\mathrm {Fit} (G/\Phi (G))}.

## Die Nilpotenzlänge
Mittels der Fitting-Untergruppe kann man wie folgt rekursiv die sogenannte obere nilpotente Reihe 
{\displaystyle \{1\}=U_{0}(G)\leq U_{1}(G)\leq \ldots }
einer Gruppe {\displaystyle G} bilden. 
Man setzt
{\displaystyle U_{0}(G):=\{1\}}
{\displaystyle U_{i+1}(G)/U_{i}(G):=\mathrm {Fit} (G/U_{i}(G))}.
Erreicht diese Reihe schließlich {\displaystyle G}, so nennt man das kleinste {\displaystyle n} mit {\displaystyle U_{n}(G)=G} die Nilpotenzlänge von {\displaystyle G}. Für auflösbare Gruppen ist das stets der Fall und die Nilpotenzlänge ist die kleinste Zahl {\displaystyle n}, für die es eine Reihe
{\displaystyle \{1\}=G_{0}\vartriangleleft G_{1}\vartriangleleft \ldots \vartriangleleft G_{n}=G}
aus Normalteilern {\displaystyle G_{i}\vartriangleleft G} gibt, so dass die Faktoren {\displaystyle G_{i+1}/G_{i}} nilpotent sind.